# Dudinka
Dudinka (ros. Дудинка) – miasto w azjatyckiej części Rosji, ośrodek administracyjny dawnego Tajmyrskiego (Dołgańsko-Nienieckiego) Okręgu Autonomicznego, w Kraju Krasnojarskim.
Położone jest na prawym brzegu Jeniseju, w miejscu, w którym wpada do niego rzeka Dudinka.
Posiada około 25,1 tys. mieszkańców. Dudinka została założona w 1667, a prawa miejskie uzyskała w 1951 r.
W Dudince znajduje się port usytuowany w dolnym biegu Jeniseju, dostępny dla statków pełnomorskich. Zelektryfikowaną linią kolejową i drogą połączony z górniczo-przemysłowym Norylskiem (96 km) oraz lotniskiem Ałykiele (44 km).